# Нідзиця (гміна)
Гмі́на Нідзи́ця (пол. Gmina Nidzica) — місько-сільська гміна у північній Польщі. Належить до Нідзицького повіту Вармінсько-Мазурського воєводства.
Станом на 31 грудня 2011 у гміні проживало 21670 осіб.

## Територія
Згідно з даними за 2007 рік площа гміни становила 378.88 км², у тому числі:
- орні землі: 38.00%
- ліси: 49.00%

Таким чином, площа гміни становить 39.44% площі повіту.

## Населення
Станом на 31 грудня 2011:
| Опис     | Загалом | Загалом | Чоловіки | Чоловіки | Жінки | Жінки |
| -------- | ------- | ------- | -------- | -------- | ----- | ----- |
| одиниця  | осіб    | %       | осіб     | %        | осіб  | %     |
| все      | 21670   | 100     | 10690    | 49.33    | 10980 | 50.67 |
| міське   | 14475   | 100     | 6982     | 48.23    | 7493  | 51.77 |
| сільське | 7195    | 100     | 3708     | 51.54    | 3487  | 48.46 |

## Сусідні гміни
Гміна Нідзиця межує з такими гмінами: Єдвабно, Козлово, Ольштинек, Яновець-Косьцельни, Яново.